# Michail Nestruev
Michail Valer'evič Nestruev (in russo Михаил Валерьевич Неструев?; Mosca, 28 ottobre 1968) è un tiratore a segno russo.

## Palmarès

### Olimpiadi
- 2 medaglie:
  - 1 oro (Atene 2004 nella pistola 50 metri)
  - 1 argento (Atene 2004 nella pistola 10 metri aria compressa)